# Charlie Quarterman
Charles Baxter Quarterman, detto Charlie (Oxford, 6 settembre 1998), è un ex ciclista su strada britannico, è stato professionista dal 2020 al 2023.

## Palmarès

### Strada
- 2019 (Holdsworth Zappi Team, una vittoria)

Campionati britannici, Prova a cronometro Under-23

## Piazzamenti

### Grandi Giri
- Giro d'Italia

2023: 114º

### Competizioni mondiali
- Campionati del mondo

Yorkshire 2019 - Cronometro Under-23: 14º

### Competizioni continentali
- Campionati europei

Alkmaar 2019 - Cronometro Under-23: 16º